# 球花藜属
球花藜属（学名：Blitum）是苋科下的一属植物。2012年从藜属(Chenopodium)中独立出来。下有12个种。